# Rue du Sablon
La rue du Sablon est une ancienne rue de Paris, aujourd'hui disparue. Elle était sur l'île de la Cité, dans l'actuel 4e arrondissement.

## Situation
Cette rue commençait rue Neuve-Notre-Dame (parvis Notre-Dame - place Jean-Paul-II de nos jours) et finissait rue du Marché-Palu (rue de la Cité aujourd'hui). Elle était parallèle à la Seine et faisait un coude en butant sur la chapelle Saint-Christophe de l'Hôtel-Dieu avant d'aboutir dans la rue Neuve-Notre-Dame.

## Origine du nom
Elle était ainsi nommée à cause de ses gisements de sable qui s'y trouvaient.

## Historique
Au XIIIe siècle, elle est citée sous le nom de « vicus de Sabulo»,.
Jusqu'à l'ouverture de la rue Neuve-Notre-Dame, vers 1163-1164, cette voie permettait d'accéder au groupe épiscopal formait principalement par la cathédrale Saint-Étienne et la cathédrale Notre-Dame.
Elle est citée dans Le Dit des rues de Paris de Guillot de Paris sous la forme « rue du Sablon ».  
En 1482, l'Hôtel-dieu obtient du voyer de Paris de faire fermer cette voie par deux portes, à chacune de ses extrémités. La voie est alors incorporée au domaine de l'Hôtel-Dieu.
La voie est supprimée en 1511 lors de la construction de l'Hôtel-Dieu.
En 1702, dans le quartier de la Cité, il existait un cul-de-sac, le cul-de-sac des Sablons, qui était situé à côté de la salle du Légat à l'Hôtel-Dieu, fermé par les deux bouts et qui était aussi un égout du Petit-Pont et de la rue du Marché-Palu qui allait se décharger dans la Seine par l'Hôtel-Dieu.

## Bâtiments remarquables et lieux de mémoire
- En 1192, le roi Philippe-Auguste (1165-1223), délivre une charte portant confirmation de la donation de maisons rue du Sablon faite par Anceline, veuve d'Acelin le Changeur, au profit de l'abbaye de Montmartre[4].
- Hervé Brito, clerc et physicien, chanoine de Notre-Dame de Paris en 1267, habita à l'angle de la rue du Sablon et la rue Neuve-Notre-Dame[5].
- En 1674, l'abbaye de Montmartre était sise dans cette rue[6].